# Шойринг, Пол
Пол Шойринг (англ. Paul Scheuring, род. 20 ноября 1968) — американский сценарист и продюсер, режиссёр. Шойринг работал над такими проектами, как «Одиночка» и драматическим сериалом «Побег».

## Ранние годы
Пол посещал UCLA School of Theater Film and Television. До того как Пол Шойринг стал сценаристом, он был курьером, прокладчиком кабелей и работником на заводе.

## Карьера

### Карьера
После его работы над «36K» (2000) и «Одиночка» (2003), Шойринг сделал его первую попытку стать сценаристом на телевидении. После разработки идеи, которую предложила ему коллега, он создал по ней сценарий к мини-сериалу «Побег», с которым обратился к Fox network, но был отвергнут в связи с тем, что сюжет показался нестандартным. Однако, в 2004 году после успешной премьеры «Остаться в живых», Fox вернулись к созданию телесериала «Побег», и первая серия вышла только примерно через 20 месяцев после того, как Пол Шойринг написал сценарий. Сериал продвигался к выигрышу People's Choice Award за любимую новую драму на телевидении в 2006 году и был номинирован на Golden Globe Awards за лучший телевизионный сериал — драма, в том же году. К тому же, Fox продолжили выпускать еще 3 сезона телесериала «Побег».

## Фильмография

### Фильмы
| Год  | Русское название | Оригинальное название | Участие в фильме                   |
| ---- | ---------------- | --------------------- | ---------------------------------- |
| 2018 | Охота на воров   | Den of Thieves        | Автор сценария                     |
| 2010 | Эксперимент      | The Experiment        | Режиссёр, автор сценария           |
| 2008 | Мехикали         | Mexicali              | Автор сценария                     |
| 2005 |                  | Briar & Graves        | Создатель, автор сценария,         |
| 2003 | Одиночка         | A Man Apart           | Автор сценария                     |
| 2000 |                  | 36K                   | Режиссёр, автор сценария, редактор |

### Телесериалы
| Год             | Русское название | Оригинальное название | Участие в фильме                                   |
| --------------- | ---------------- | --------------------- | -------------------------------------------------- |
| 2013            | Последний час    | Zero Hour             | Создатель, автор сценария, исполнительный продюсер |
| 2005-2009, 2016 | Побег            | Prison Break          | Автор сценария, продюсер                           |